# Joachim Lompscher
Joachim Lompscher (* 7. November 1932 in Chemnitz; † 5. Februar 2005 in Berlin) war ein deutscher Psychologe und Didaktiker.

## Leben
Lompschers Eltern waren in der KPD, der Vater Paul Lompscher, die Mutter Jenny (geb. Zudkowitz). In der Zeit des Nationalsozialismus wurden sie wegen illegaler Tätigkeit verfolgt: Der Vater wurde als Ehemann einer Jüdin zur Zwangsarbeit im bombardierten Dresden herangezogen, die meisten Verwandten der Mutter starben in Vernichtungslagern, dem Sohn wurde die Oberschule verwehrt. Erst 1945 durfte er an die Oberschule und wurde 1951 zum Studium in die Sowjetunion delegiert. Er studierte Pädagogik und Psychologie an der Moskauer „Pädagogischen Hochschule W. I. Lenin“, sein Diplom bestand er 1955 mit Auszeichnung. 1955 wurde er Aspirant in Leningrad und studierte an der „Pädagogischen Hochschule A. I. Herzen“. Seine Dissertation mit dem Thema „Über das Verständnis der Kinder für einige Raumbeziehungen“ legte er 1958 vor.
Nach dem Examen arbeitete er in der DDR  als Oberassistent in der Abteilung (später: Institut) für pädagogische Psychologie an der Pädagogischen Fakultät der HU zu Berlin 1958 bis 1962, vorwiegend in der Ausbildung von Diplom-Pädagogen/-innen, und wurde 1961 Dozent. 1962 ging er an das Deutsche Pädagogische Zentralinstitut (DPZI) und baute eine Abteilung für Pädagogische Psychologie mit auf. Als Leiter des Fachgebiets Lernpsychologie, Mitglied der Gesellschaft für Psychologie der DDR und bis 1982 des Redaktionskollegiums der Zeitschrift „Pädagogik“ gewann er an Einfluss. Ab 1966 leitete er die Abteilung, die praktischen Unterrichtsprojekte und die Forschungsgruppe zu Fragen der geistigen Entwicklung des Kindes, vor allem in der Unterstufe. 1970 habilitierte er sich an der Karl-Marx-Universität Leipzig. In der Akademie der Pädagogischen Wissenschaften der DDR wurde er 1970 Professor für Pädagogische Psychologie, stellvertretender Direktor des Instituts für Pädagogische Psychologie, stellvertretender Vorsitzender des Wissenschaftsrates des Instituts sowie Mitglied des Koordinationsrates und des Promotionsrates. 1981 wurde er Chefredakteur der Zeitschrift Psychologie für die Praxis.
Lompscher befasste sich mit Wassili Dawydow und seiner Theorie der Lerntätigkeit als „Aufsteigen vom Abstrakten zum Konkreten“, die er bei Konferenzen und Kongressen im In- und Ausland vorstellte. Sein Thema erweckte auch Interesse im Westen, man nannte ihn den „Aebli des Ostens“. Sein Buch Psychologische Analysen der Lerntätigkeit erschien aber erst nach Änderungen des Manuskripts 1989 und wurde wieder eingestampft. Die Kritik u. a. des maßgeblichen Pädagogen Gerhart Neuner unterstellte ihm eine Vernachlässigung des Fachlichen und missdeutete den deduktiven Lernweg als Überbetonung des Theoretischen und Negierung des Empirischen, der Anschauung, des unmittelbaren Erlebens usw. Den Hintergrund der Kritik, die besonders APW-Vizepräsident Karl-Heinz Günther (1926–2010) vortrug, bildet die Subjektorientierung der Tätigkeitstheorie Wygotskis, Leontjews, Lurijas und Davwydows, die Lompscher verfolgte. Damit verband er Kritik am Objektivismus und Determinismus der vorherrschenden naturwissenschaftlichen Psychologie. Doch dies bedrohe die aktive und dominante Rolle des Lehrenden, die bis in SED-Beschlüsse festgelegt gewesen sei, so die APW-Kritik.
Mit der Schließung der APW gründete er mit einigen seiner ehemaligen Mitarbeiter eine „Arbeitsgruppe für Lern- und Lehrforschung“ an der HU. 1993 wurde er zum Professor für Psychologische Didaktik und Direktor des Interdisziplinären Zentrums für Lern- und Lehrforschung der Universität Potsdam berufen. Drei Monate vor seiner Emeritierung wurde er 1997 wegen einer Neubewertung seines gesellschaftlichen Engagements in der DDR vorzeitig in den Ruhestand versetzt, das Zentrum wenige Monate später geschlossen. Zu dieser Zeit war er Mitglied der Deutschen Gesellschaft für Psychologie und der International Society für Cultural and Activity Research (ISCAR).
Auf Einladung lehrte er auch an Universitäten in Skandinavien, Kuba, Vietnam und Brasilien.

## Schriften (Auswahl)
- Entwicklung und Lernen aus kulturhistorischer Sicht. Was sagt uns Wygotski heute? (= Internationale Studien zur Tätigkeitstheorie. Band 4.1 & 4.2). Marburg 1996, ISBN 3-924684-66-9.
- Psychologie für die Praxis. Organ der Gesellschaft für Psychologie der Deutschen Demokratischen Republik, 1981–1990.
- mit Georg Rückriem (Hrsg. u. Übs.): Lev Semjonowitsch Vygotskij: Denken und Sprechen. Psychologische Untersuchungen. Beltz 2017, ISBN 978-3-621-28621-3.

## Einzelbelege
1. ↑  Georg Rückriem, Hartmut Giest: Nachruf auf Joachim Lompscher. Abgerufen am 3. August 2020.

| Personendaten    | Personendaten                            |
| ---------------- | ---------------------------------------- |
| NAME             | Lompscher, Joachim                       |
| KURZBESCHREIBUNG | deutscher Psychologe und Hochschullehrer |
| GEBURTSDATUM     | 7. November 1932                         |
| GEBURTSORT       | Chemnitz                                 |
| STERBEDATUM      | 5. Februar 2005                          |
| STERBEORT        | Berlin                                   |